# Jean-Baptiste Tholmé
Jean Baptiste Tholmé, né le 11 mars 1753 à Rocroi (Ardennes), mort le 8 septembre 1805 à Chaillevois (Aisne), est un général français de la Révolution et de l’Empire.

## États de service
Il entre en service le 19 décembre 1768, comme élève à l’école royale du génie de Mézières, et il en sort le 1er septembre 1774, avec le grade de lieutenant. Il est employé successivement dans les directions du génie du Hainaut, de Flandre et d’Artois. Le 1er mars 1780, il entre au régiment colonel-général infanterie, et le 11 avril 1789, il devient quartier-maitre dans le 30e régiment d’infanterie. 
Le 5 août 1792, il reçoit son brevet de capitaine à l’armée des Alpes, et le 18 septembre suivant, il prend les fonctions d’aide de camp du général Beaudre. Le 19 mai 1793, il est nommé par le général Custine, adjudant-général chef de bataillon provisoire à l’armée du Rhin, et il est confirmé le 15 août 1793. Le 12 septembre 1793, il passe chef d’état-major du général Sparre, et il est élevé au grade d’adjudant-général chef de brigade provisoire le 27 octobre 1793.
Le 27 juillet 1794, il devient chef de l’état-major général de l’armée de la Moselle, et il est promu général de brigade provisoire le 14 août 1794. Le 20 avril 1795, il est affecté à l’armée de Rhin-et-Moselle, et il est confirmé dans son grade le 13 juin 1795. Il est mis en congé de réforme le 13 février 1797. Le 13 mai 1800, il devient membre du directoire des hôpitaux de l’armée de réserve, puis de l’armée des Grisons le 28 avril suivant, et il est mis en non activité le 23 septembre 1802.
Le 23 septembre 1803, il reprend du service comme commandant d’armes à Bologne, et il est fait officier de la Légion d’honneur le 14 juin 1804.
Il meurt le 8 septembre 1805, à Chaillevois.

## Sources
- (en) « Generals Who Served in the French Army during the Period 1789 - 1814: Eberle to Exelmans »
- Thierry Pouliquen, « Les généraux français et étrangers ayant servis [sic] dans la Grande Armée » (consulté le 4 mars 2015)
- « Cote LH/2596/11 », base Léonore, ministère français de la Culture
- (pl) « Napoléon.org.pl »
- J.F.L Devisme, Manuel historique du département de l’Aisne, F.Leban-Courtois libraire, Laon, 1826, p. 11.
- Georges Six, Dictionnaire biographique des généraux & amiraux français de la Révolution et de l'Empire (1792-1814), Paris : Librairie G. Saffroy, 1934, 2 vol., p. 496